# David Mills (écrivain)
David Mills, né le 24 janvier 1959, est un auteur américain qui défend l'idée que la science et la religion ne peuvent être conciliées avec succès. Il est surtout connu pour son ouvrage Atheist Universe paru en 2004. Dans son livre Pour en finir avec Dieu (The God Delusion), Richard Dawkins, biologiste évolutionniste, qualifie les textes de Mills d'« admirable ouvrage. » Dans ses livres, Mills prétend réfuter à la fois l'ancien créationnisme scientifique ainsi que le nouveau dessein intelligent.
Mills a participé à de nombreuses émissions de radio et télévision dont The Infidel Guy, WBAI à New York, Air America Radio et autres. Il est également membre auto-proclamé du Rational Response Squad.

## Publications
- David Mills, Atheist Universe : The Thinking Person's Answer to Christian Fundamentalism, Berkeley, CA, Ulysses Press, 2008, 272 p. (ISBN 978-1-56975-567-9, lire en ligne)
- [CD audiobook] « Overcoming Self-Esteem: Why Your Pursuit of Self-Esteem Does More Harm than Good », 26 juin 2009, David Mills (consulté le 26 janvier 2016)

## Source de la traduction
- (en) Cet article est partiellement ou en totalité issu de l’article de Wikipédia en anglais intitulé « David Mills (author) » (voir la liste des auteurs).